# Трактат о науке оружия с философскими размышлениями
«Трактат о науке оружия с философскими размышлениями» (итал. Trattato di Scientia d'Arme, con vn Dialogo di Filosofia) — трактат, написанный итальянским фехтовальщиком XVI века, архитектором и инженером Камилло Агриппе.

## Содержание трактата
Автор, используя научный подход, в основном, математических наук, описал наиболее эффективные способы ведения боя. Он рассмотрел разные виды оружия: отдельно описал работу мечом и мечом с кинжалом (основное оружие дворянства того времени), двумя мечами, мечом и щитом, мечом и плащом. Также, Агриппа акцентирует внимание читателя на применении в бою алебарды, двуручного меча и копья. Он дает советы по методам рукопашного боя и разности ведения боя на лошади и в пешем бою.
Значительная часть (около 1/3) трактата посвящено философским размышлениям, которые являются, по мнению автора, бесценным инструментом способным помочь как в бою, так и в мирной жизни.

## Об авторе
Камилло Агриппа — венецианский мастер фехтования, архитектор и инженер. Является автором нескольких трактатов. Он внес значительную часть в развитие европейского фехтования. Его трактаты изменили представление о гражданском фехтовании и предсказали появление нового стиля фехтования, основанного на колющих ударах с применением рапиры. Его идеи повлияли на многие работы других выдающихся мастеров XVI века.